# Kostići, Bijelo Polje
Kostići este un sat din comuna Bijelo Polje, Muntenegru. Conform datelor de la recensământul din 2003, localitatea are 321 de locuitori (la recensământul din 1991 erau 391 de locuitori).

## Demografie
În satul Kostići locuiesc 222 de persoane adulte, iar vârsta medie a populației este de 33,8 de ani (32,3 la bărbați și 35,6 la femei). În localitate sunt 85 de gospodării, iar numărul mediu de membri în gospodărie este de 3,78.
Populația localității este foarte eterogenă.
|  |

| Demografie | Demografie | Demografie |
| An         | Locuitori  | Locuitori  |
| ---------- | ---------- | ---------- |
|            |            |            |
|            |            |            |
|            |            |            |
|            |            |            |
| 1948       | 313        |            |
| 1953       | 349        |            |
| 1961       | 452        |            |
| 1971       | 511        |            |
| 1981       | 518        |            |
| 1991       | 391        | 389        |
| 2003       | 391        | 321        |

| \| Componența etnică conform recensământului din 2003[2] \| Componența etnică conform recensământului din 2003[2] \| Componența etnică conform recensământului din 2003[2] \| Componența etnică conform recensământului din 2003[2] \| Componența etnică conform recensământului din 2003[2] \| \| ----------------------------------------------------- \| ----------------------------------------------------- \| ----------------------------------------------------- \| ----------------------------------------------------- \| ----------------------------------------------------- \| \| \| \| \| \| \| \| Bosniaci \| Bosniaci \| \| 199 \| 61,99% \| \| Musulmani \| Musulmani \| \| 116 \| 36,13% \| \| Sârbi \| Sârbi \| \| 6 \| 1,86% \| \| necunoscută \| necunoscută \| \| 0 \| 0% \| |             |  |     |        |
| Componența etnică conform recensământului din 2003 |             |  |     |        |
| |             |  |     |        |
| Bosniaci | Bosniaci    |  | 199 | 61,99% |
| Musulmani | Musulmani   |  | 116 | 36,13% |
| Sârbi | Sârbi       |  | 6   | 1,86%  |
| necunoscută | necunoscută |  | 0   | 0%     |